# 庫茲巴斯
庫茲巴斯（俄语：Кузбасс）是庫茲涅茨克盆地（Кузнецкий угольный бассейн）簡稱，位於西伯利亞西南部托木河流域，是俄羅斯主要產煤區。主要城市有克麥羅沃、安熱羅-蘇真斯克、列寧斯克-庫茲涅茨基、基謝廖夫斯克、普羅科皮耶夫斯克。